# 78394 Ґароссіно
78394 Ґароссіно (78394 Garossino) — астероїд головного поясу, відкритий 9 серпня 2002 року.
Тіссеранів параметр щодо Юпітера — 3,487.